# Dichromodes lygrodes
Dichromodes lygrodes là một loài bướm đêm trong họ Geometridae.